# Матіас Есківель
Маті́ас Есківе́ль (ісп. Matías Esquivel, нар. 22 березня 1999) — аргентинський футболіст, півзахисник південнофриканського клубу «Мамелоді Сандаунз». Виступав також за клуби «Ланус» та «Тальєрес». Дворазовий чемпіон ПАР.

## Ігрова кар'єра
Матіас Есківель народився 1999 року, та є вихованцем футбольної школи клубу «Ланус». У 2019 році Есківель розпочав грати в основній команді клубу, в якій виступав до кінця 2021 року, взявши участь у 28 матчах чемпіонату. На початку 2022 року клуб віддав гравця в оренду до клубу «Тальєрес», і в кінці 2022 року футболіст повернувся до «Лануса», в якому грав до кінця 2023 року.
На початку 2024 року аргентинський півзахисник став гравцем південноафриканського клубу «Мамелоді Сандаунз», у складі якого в цьому ж році став чемпіон ПАР. У другій половині року гравця віддали в оренду на батьківщину до його колишнього клубу «Тальєрес», з якої Есківель повернувся на початку 2025 року, та став у складі «Мамелоді Сандаунз» дворазовим чемпіоном ПАР.

## Титули і досягнення
- Чемпіон ПАР (2):

«Мамелоді Сандаунз»: 2023—2024, 2024—2025